# Torenia patens
Torenia patens är en tvåhjärtbladig växtart som beskrevs av Francis Whittier Pennell. Torenia patens ingår i släktet Torenia och familjen Linderniaceae. Inga underarter finns listade i Catalogue of Life.